# فری تیل
فری تیل یا فیری تیل (به ژاپنی: フェアリーテイル Fearī Teiru، به انگلیسی: Fairy Tail) یک سری مانگای ژاپنی است که توسط هیرو ماشیما نوشته و طراحی شده‌است. این مانگا توسط انتشارات کودانشا از ۲۳ اوت ۲۰۰۶، در هفته‌نامهٔ شونن مگزین منتشر می‌شود.
یک مجموعه انیمه نیز توسط استودیوهای ای-۱ پیکچرز، ستلایت از این مانگا ساخته شده که پخش آن از ۱۲ اکتبر ۲۰۰۹ در شبکه تی‌وی توکیو آغاز شده‌است.

## خلاصه داستان
لوسی هارتفیلیا دختری ۱۷ ساله‌ای است که دوست دارد یکی از بزرگترین ساحره‌های زمان خود باشد. برای همین به جستجوی یکی از معروفترین گروه‌های جادوگری زمان خودش با نام فری تیل می‌رود. در طول راه با پسری آشنا می‌شود که به راحتی دچار سفر زَدگی می‌شد... این پسر، سوار بر هر چیزی شود، دل و اندرونش آشوب شده و به حال نزاری می‌افتد... در ادامه داستان وقتی لوسی توسط فردی که ادعا می‌کند جزو گروه فری تیل هست، دزدیده شده تا به بردگی فروخته بشود، پسری که نامش ناتسو دراگنیل است برای نجات لوسی به کمک او می‌آید. در این هنگام آشکار می‌شود که این پسر، یکی از اعضای گروه جادوگری فری تیل بوده و به لوسی پیشنهاد عضویت در انجمن رو می‌دهد...